# Luminismus (americký umělecký směr)

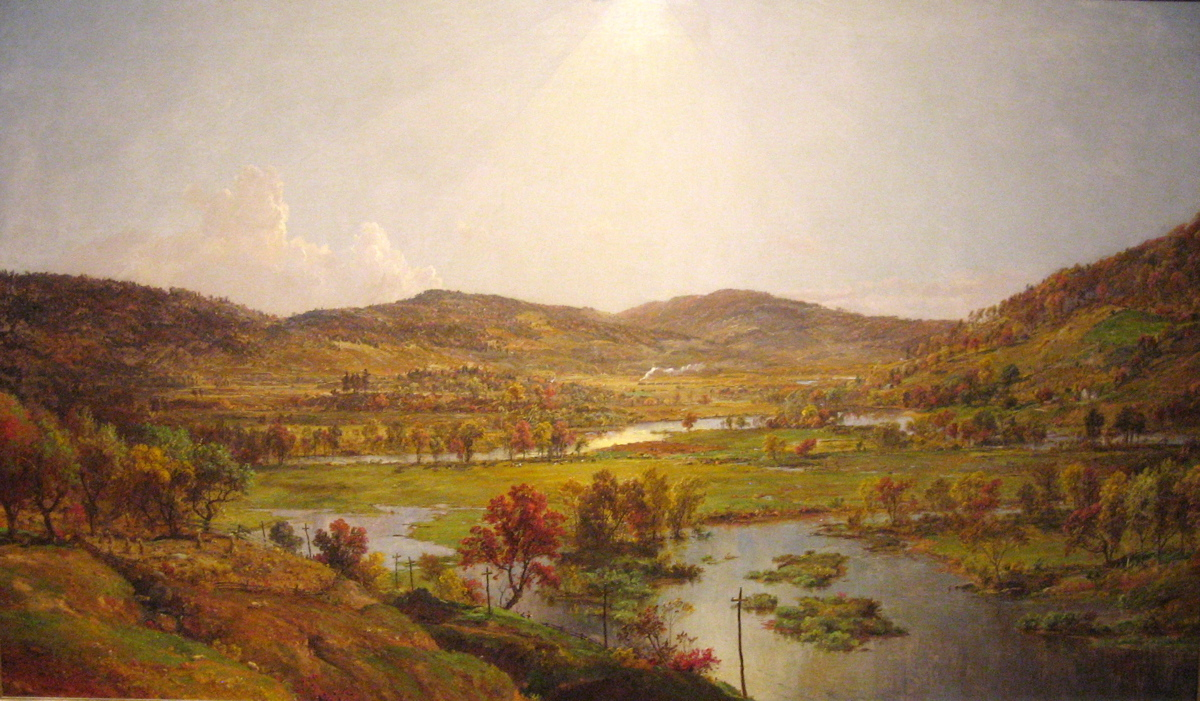
J. F. Cropsey: Planina Sidney

Luminismus je americký styl krajinomalby druhé poloviny 19. století (především let 1850-1870). K jeho typickým rysům patří zkoumání účinku světla v krajině, užití vzdušné perspektivy, důraz na pokojné výjevy klidné vody a měkké, oblačné oblohy.

## Popis
Termín luminismus byl poprvé použit v polovině 20. století k popisu americké krajinomalby 19. století, především její větve známé jako Hudson River School. Umělci, kteří takto malovali, se však za "luministy" nepovažovali a kromě základních principů hudsonské školy nerozvinuli ani žádnou teoretickou koncepci své tvorby. Někteří historici umění tento termín zpochybňují jako problematický, sloužící spíše sběratelům a obchodníkům s uměním, případně kurátorům, než vědcům.

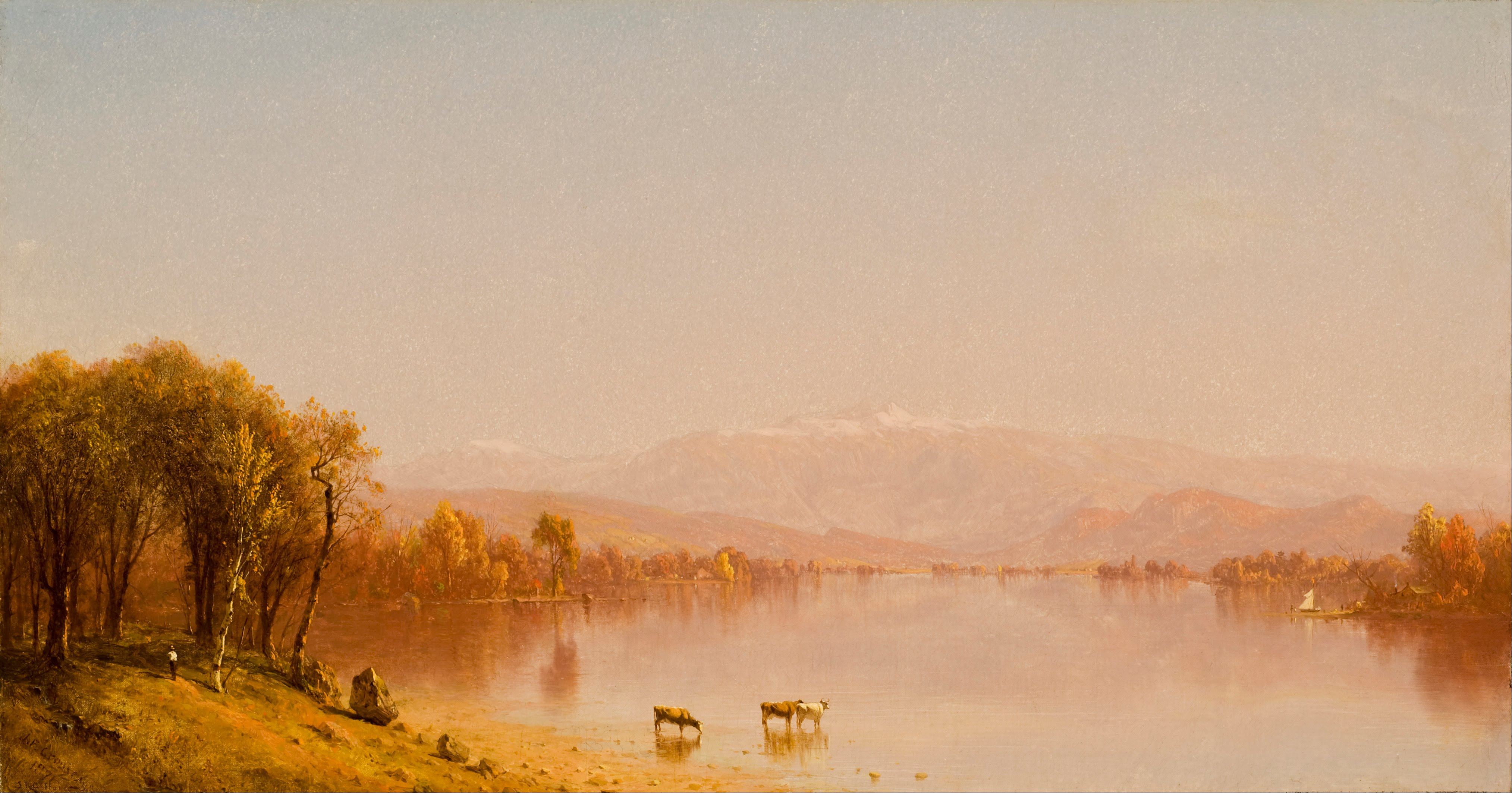
S. R. Gifford: Babí léto v Bílých horách

Důraz na světlo a jeho účinky sdílí luminismus s impresionismem, od něhož se však zásadně odlišuje: zatímco luminismus se vyznačuje detailním propracováním zobrazovaných motivů a pokud možno neviditelnými tahy štětce, impresionismus naopak detaily potlačuje a tahy štětce zdůrazňuje. Luminismus jako umělecká tendence také impresionismus časově předchází, nelze tedy mluvit o nějaké inspiraci tímto směrem.

## Hlavní představitelé

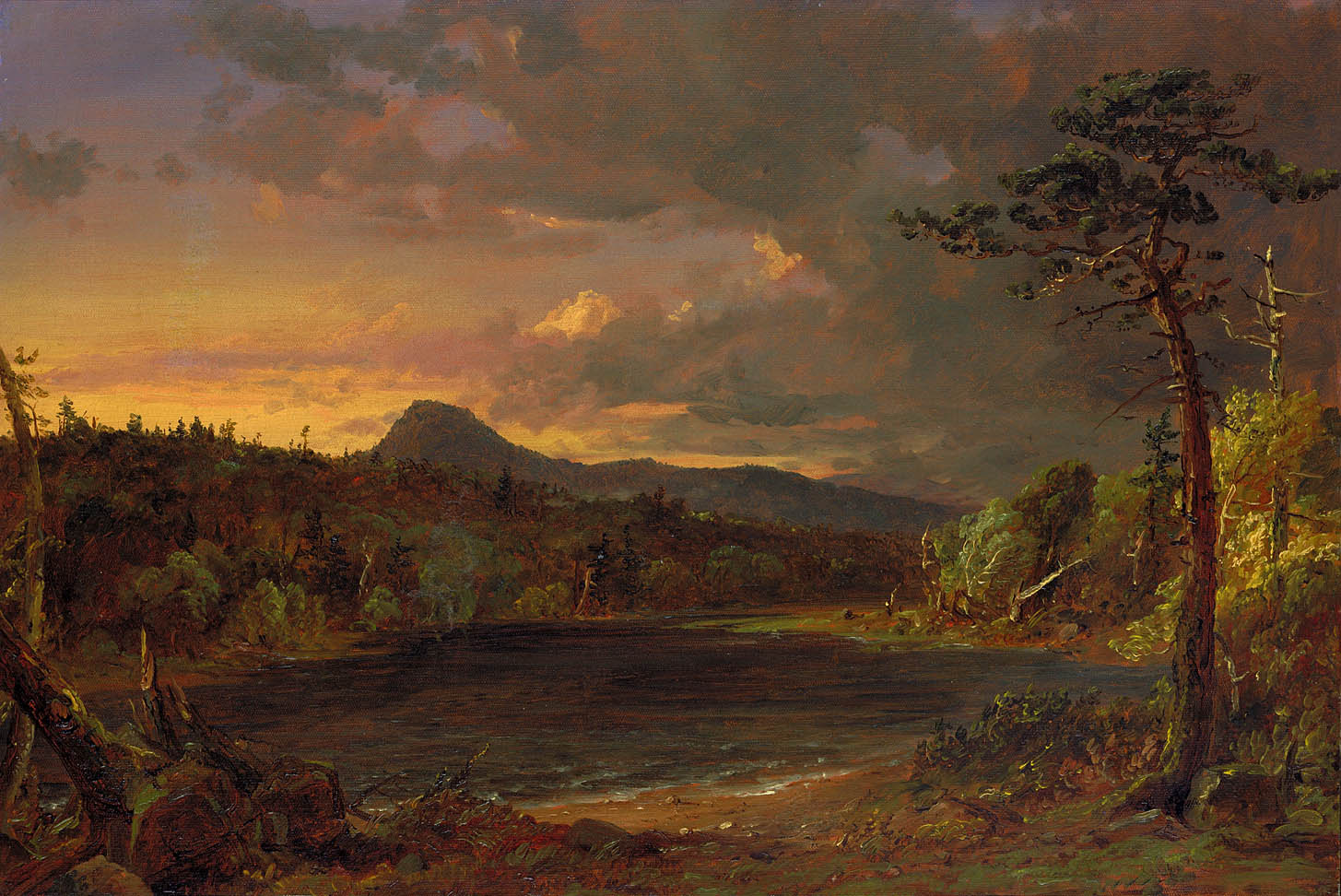
J. F. Cropsey: Catskill creek, 1850

- Frederic Edwin Church (1826 – 1900)
- Robert Salmon (1775 – ca. 1845)
- Fitz Henry Lane (1804 – 1865)
- George Caleb Bingham (1811 – 1879)
- John Frederick Kensett (1816 – 1872)
- James Augustus Suydam (1819 – 1865)
- Martin Johnson Heade (1819 – 1904)
- Sanford Robinson Gifford (1823 – 1880)
- Jasper Francis Cropsey (1823 – 1900)
- David Johnson (1827 – 1908)
- Albert Bierstadt (1830 – 1902)
- Edmund Darch Lewis (1835 – 1910)